# Galaktikos
Galaktikos – DVD Kabaretu Moralnego Niepokoju, zarejestrowane w ramach trasy w 2011. Spektakl został nagrany w sali Teatru Groteska w Krakowie.

## Lista utworów na DVD
1. Karaoke
2. Panie pilocie
3. Tytułem wstępu
4. Londyn
5. Kebab w Londynie
6. Tata jedzie do Warszawy
7. Rodzice ze wsi
8. Koledzy i córka
9. Slajdy z wakacji
10. Dwa słowa
11. Ballada o uśmiechach
12. Biathlonista
13. Teatr XXI wieku
14. Bisówka
15. Czujny portier
16. Ballada o drodze
17. W nas dziecięcych marzeń krocie
18. Bramka
19. Ziółko
20. Podsumowanie
21. Biednemu wiatr w oczy
22. Wymuszanie bisu
23. Wąsy kasztelana
24. Epilog